# Chiesa dei Santi Pietro e Paolo (Castello Roganzuolo)
La chiesa dei Santi Pietro e Paolo (nota anche come chiesa monumentale) è l'edificio sacro più importante di Castello Roganzuolo, nel comune di San Fior, in provincia di Treviso e nella diocesi di Vittorio Veneto.
Collocata sul colle più elevato del paese, a 119 m s.l.m., è sorta sulle fondazioni del medievale Castello di Reggenza.

## Cronologia
- Nasce nel XII secolo, presso il Castello di Reggenza, presente sul colle dal VI secolo. Il primo nucleo è costituito dall'antica cappella (attuale coro della chiesa).
- Nel 1490 viene allungata di 6 metri.
- Nel 1898 viene allungata di altri 6 metri, con l'erezione dei casteàri.

## Le vie d'accesso

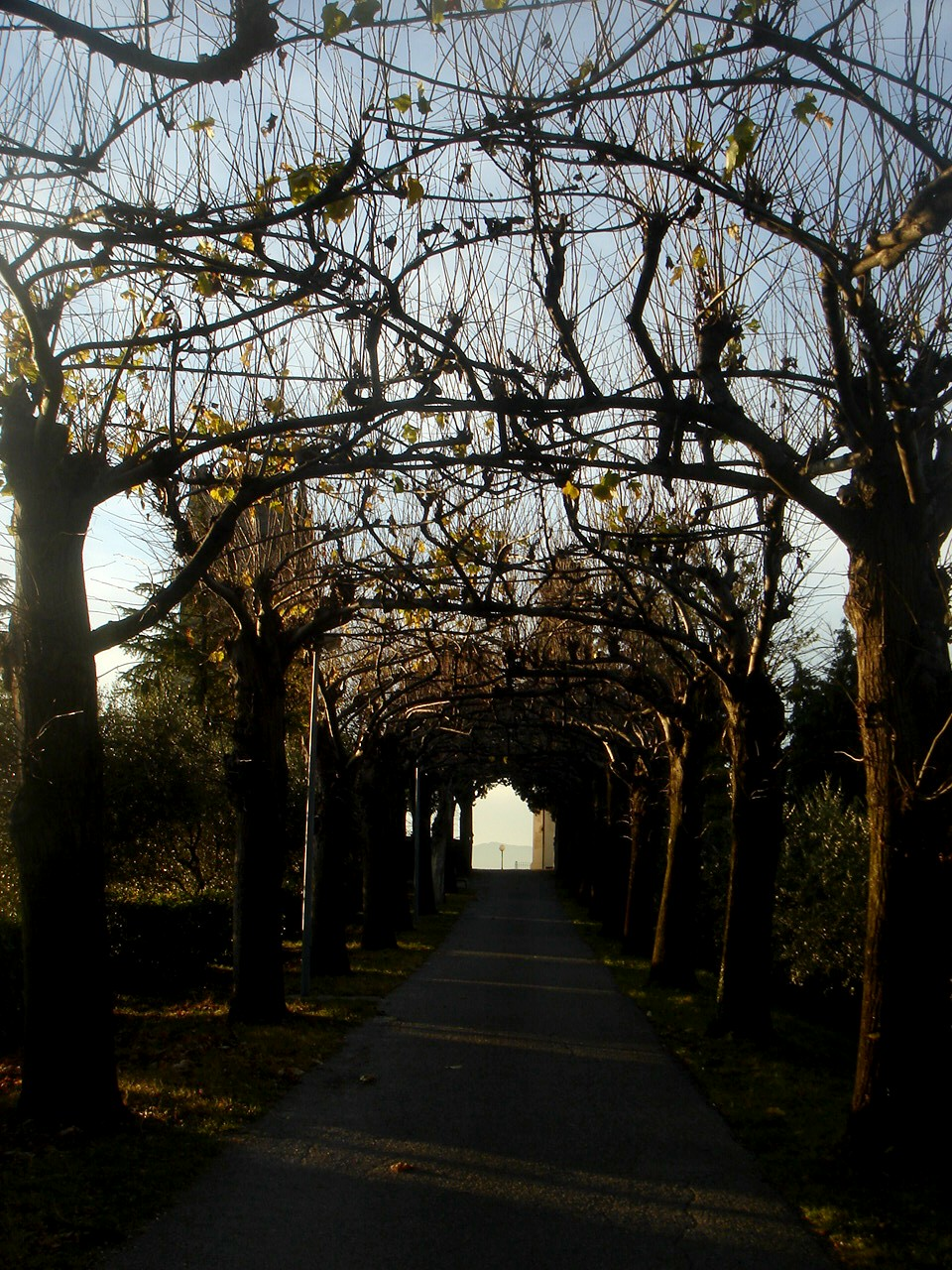
Il viale alberato verso la chiesa

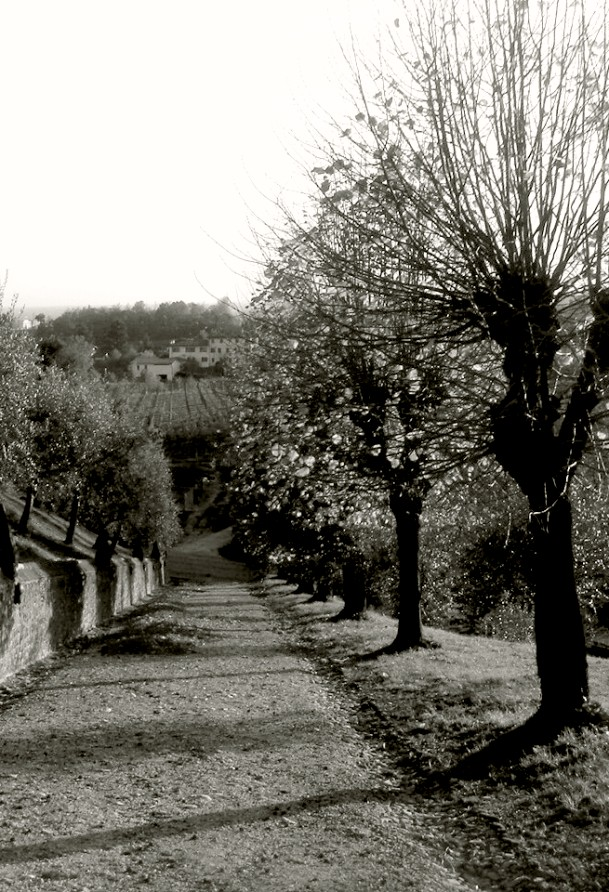
La rampa pedonale dalla chiesa nel 2009, prima dell'abbattimento dei tigli

L'accesso al cortile della chiesa è possibile in automobile attraverso via Castello di Regenza: la strada si imbocca all'intersezione di via Pomponio Amalteo con via Rividella, con una lieve pendenza; essa conduce prima al piazzale della canonica e poi, attraverso uno scenografico viale di tigli, inserito tra il vigneto della parrocchiale e le siepi tra le quali s'intuiscono l'abitato di Colle Umberto e le Prealpi bellunesi, la strada termina nel cortile della pieve.
Altra via, solo pedonabile, è una ripida rampa sterrata che consente l'accesso da sud. Un tempo costeggiata da vecchi tigli, il cui controverso abbattimento nel 2014 ha suscitato malcontento e polemiche, la rampa collega direttamente il cimitero e Borgo Gradisca alla chiesa, ponendosi come naturale continuazione della Cal del Valòn.

## Esterno

### La facciata e icasteàri

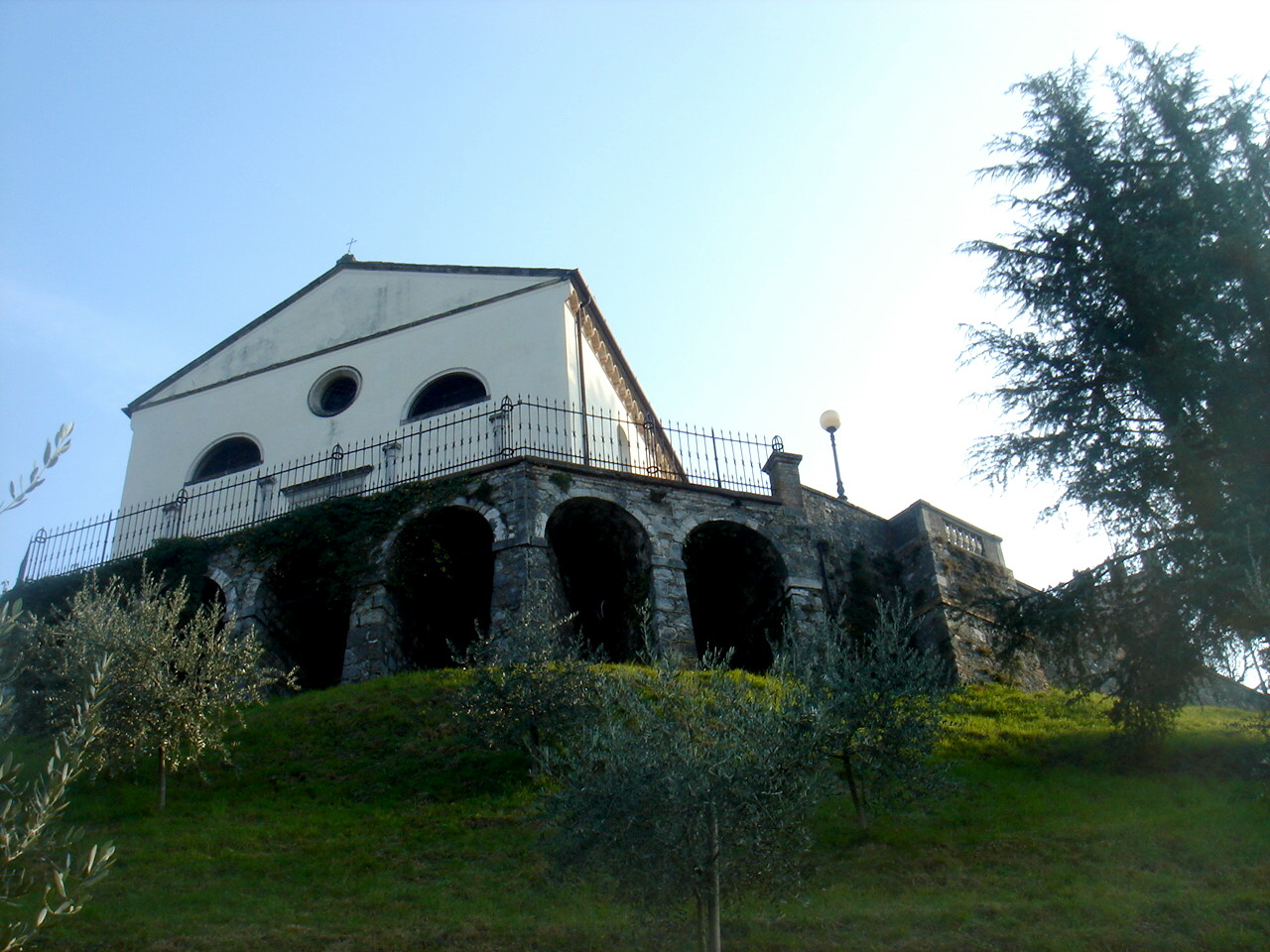
Veduta dal basso dei casteàri e della facciata

La facciata è neoromanica e risale agli anni 1890. Fu alla fine del XIX secolo (1898) che la comunità di Castello Roganzuolo, quando la parrocchia era retta da don Luigi Colmagro (parroco di Castello Roganzuolo dal 1886 al 1916), si adoperò al fine di allungare la chiesa. Operazione non facile, data la sua posizione, sulla sommità di un colle.
Tuttavia, il problema fu risolto coll'edificazione di otto arcate sul declivio dell'altura, allungando il piazzale della chiesa di circa trenta metri sopra quelli che prendono il nome gergale di casteàri.
La parte frontale della chiesa è a capanna, con un frontone non decorato ma separato da una sottile cornice dagli elementi sottostanti: questi sono un piccolo rosone, sopra il portale, e due finestrelle laterali a mezzaluna.
Unica decorazione, ai lati del semplice portale rettangolare e chiuso da un portone ligneo a due ante, sono quattro sottili semicolonne, probabilmente appartenenti alla facciata precedente all'allungamento della chiesa.

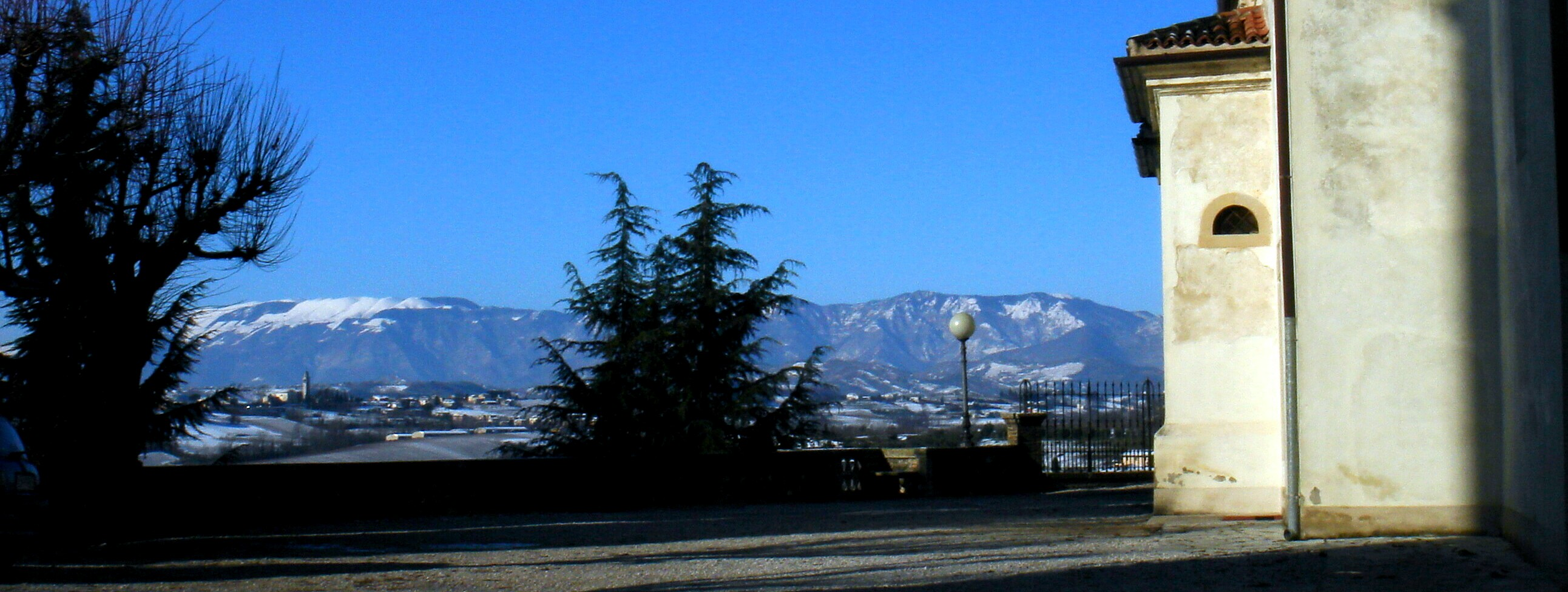
Veduta panoramica dalla terrazza della chiesa monumentale dei SS. Pietro e Paolo

## Interno
L'interno della pieve, costituito da una navata coperta a capriate lignee, dal presbiterio e da cinque cappelle laterali, assume grande importanza artistica, in quanto ospita numerose opere di pittori grandi e minori della tradizione veneta: si tratta di nomi come Tiziano Vecellio, Francesco da Milano, Francesco Frigimelica il vecchio.

### Gli affreschi del presbiterio

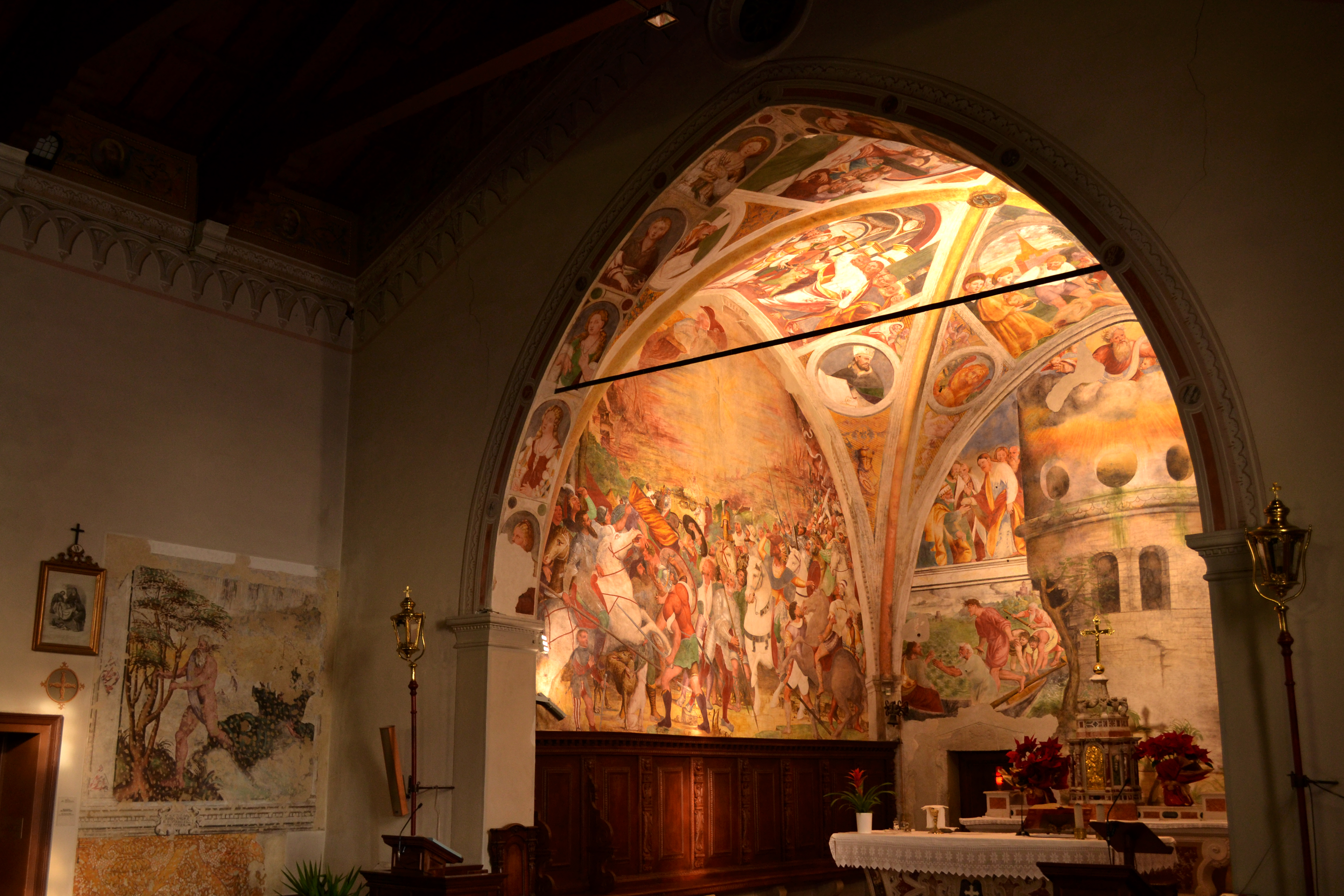
Interno della chiesa col presbiterio affrescato

L'attuale presbiterio della pieve è, assieme alla torre campanaria, l'unico elemento superstite dell'antico Castello di Reggenza, del quale era cappella dal XII secolo. Dopo la distruzione del castello, nel 1337, la cappella non fu dismessa, fu anzi ampliata nel 1490, con un allungamento di sei metri: sulla scia di tale ampliamento e della nascita di una vera e propria chiesa, intorno al 1535 fu richiesta la mano di Francesco da Milano, già autore nel 1511 di parte degli affreschi della Scuola dei Battuti di Conegliano, al fine di abbellire e rendere comunicative le pareti e le quattro campate della volta a crociera di quello che era divenuto il coro della pieve.
Le scene dipinte, incentrate su vicende riguardanti i santi protettori Pietro e Paolo, sono numerose e in stato di buona conservazione, anche grazie ai restauri in corso tra autunno 2009 ed primavera 2010.
Secondo la chiave di lettura proposta dal critico Antonio Soligon, le vicende narrate dal ciclo di affreschi partono dal lato sinistro della parete di fondo, salgono sulla volta e scendono sul lato destro della parete di fondo, per poi proseguire sulle due pareti laterali, prima la destra e poi la sinistra, le cui immagini, all'interno di una coerente poetica, sono sul piano simbolico l'una l'opposto dell'altra.

#### La parete di fondo
Il fondo è tagliato centralmente da una torre dalla base diroccata e culminante nell'immagine di Dio Padre con le braccia aperte verso la chiesa. Più d'una sono le letture possibili e coesistenti:
- essendo la torre in pietra, il rimando è sicuramente a san Pietro e alla celebre frase su questa pietra edificherò la mia Chiesa;
- la base della torre, la parte più distante da Dio Padre, è diroccata, come a simboleggiare la corruzione dell'umanità; dalla quale però può partire un percorso di crescita e salvezza, leggibile nella faticosa rinascita dell'arbusto posto a sinistra, il quale, salendo verso l'alto, ci porta a una nuova torre, perfetta e luminosa, sulla quale trionfa raggiante la figura divina, situata poco sopra a tre oculi, probabile rimando alla Santa Trinità;
- la rinascita religiosa si accompagna a un'altra rinascita, quella della chiesa di Castello Roganzuolo, che nel Cinquecento tocca, con Francesco e Tiziano, il suo massimo splendore: e questa rinascita parte proprio dai ruderi della fortezza distrutta due secoli prima, di cui proprio una torre è l'elemento superstite, simbolo ancora oggi della comunità parrocchiale.

A sinistra della torre centrale si svolgono le prime due scene della vita di Pietro, di discendenza evangelica:
- in basso, sopra la porta della sacrestia, La pesca miracolosa e la chiamata di Pietro: si tratta del primo episodio della storia di Pietro, quand'egli scende dall'imbarcazione per abbracciare la vita cristiana, con le braccia allungate verso la composta figura di Cristo, il cui volto originale è andato perduto (quello attuale ne è una studiata ricostruzione);
- in alto La consegna delle chiavi: Pietro, sulla sinistra, è inginocchiato davanti a Gesù, che è nell'atto di consegnargli le chiavi del Regno, facendone il fondatore della Chiesa, a cui allude la tiara papale che Pietro ha sul capo.

A destra della torre centrale si svolgono le seconde due scene della vita di Pietro, tratte dagli Atti degli Apostoli:
- in alto Pietro predicatore;
- in basso La guarigione dello storpio.

#### La volta

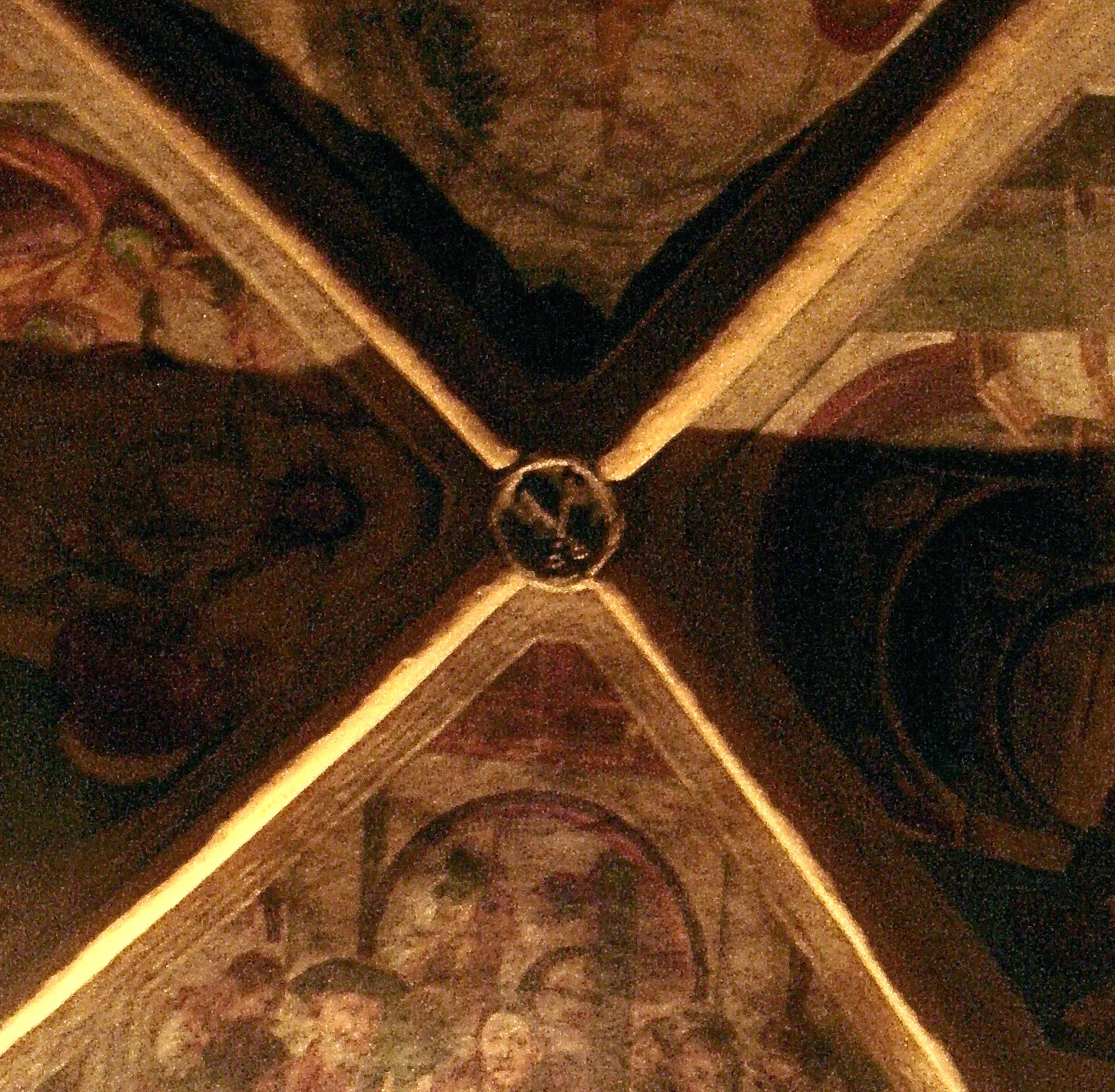
Particolare della volta con le chiavi di San Pietro all'incrocio

Ai lati dei quattro settori della volta, sono posizionati due medaglioni, a fare da cornice alle scene; vi sono raffigurati in ciascuno un simbolo dei quattro evangelisti e un ritratto di un padre della Chiesa, secondo i seguenti accoppiamenti (in senso orario): leone (Marco) - San Gerolamo; aquila (Giovanni) - Sant'Agostino; toro (Luca) - Sant'Ambrogio; angelo (Matteo) - San Gregorio Magno.
Al centro dei quattro settori hanno luogo rispettivamente le seguenti scene evangeliche:
- L'adultera (dal Vangelo secondo Giovanni)
- Cena in casa di Simone (dal Vangelo secondo Giovanni)
- Il martirio di Giovanni Battista (dal Vangelo secondo Giovanni)
- La trasfigurazione (dagli altri tre Vangeli)

A racchiudere il tutto quattro spessi costoloni si congiungono al centro della volta, dove un bassorilievo contiene le chiavi del Regno: come a dire al fedele che per raggiungere il regno dei cieli bisogna seguire il duro e lungo cammino di fede narrato dall'affrescatura.

#### Le pareti laterali
Parete di destra: più scene rappresentanti il Martirio dei Santi Pietro e Paolo.
Parete di sinistra: scena discussa, forse del trionfo dei santi Pietro e Paolo; tradizionalmente detta La visione di Costantino.

### I due affreschi della navata

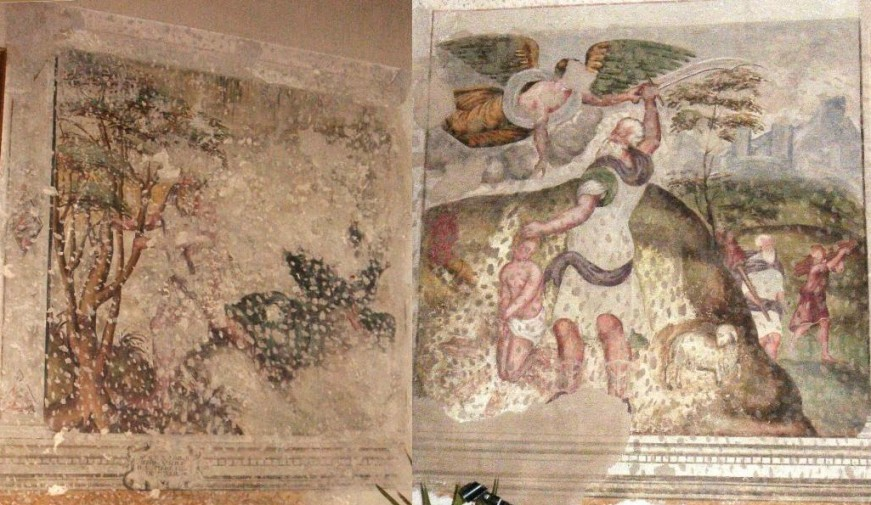
Gli affreschi del Rota. Rispettivamente Il profeta Giona e Il sacrificio di Isacco

Attribuiti a Giacomo Rota sono due affreschi molto rovinati causa le coperture a intonaco alle quali sono stati sottoposti nei secoli. Le due pitture si trovano, una di fronte all'altra, ai lati dell'arcone del presbiterio e, come testimoniato da un'iscrizione interna a uno dei due affreschi, la loro datazione è 1575. Le due scene sono tratte (al contrario di quelle della volta) dall'Antico Testamento e sono inscrivibili nel tema dell'obbedienza, anche forzata, al volere divino.
- Il sacrificio di Isacco (affresco di destra)
- Il profeta Giona accetta di andare a predicare la conversione a Ninive (affresco di sinistra)

### Le cappelle laterali
Le cappelle di destra sono due, risalenti al secondo ampliamento della chiesa. In esse sono contenute due pale, una di anonimo veneto del XVI secolo, l'altra del Frigimelica, Beata Vergine con San Rocco e San Sebastiano (1620), entrambe restaurate tra anni Novanta e Duemila.
Le capelle di sinistra sono tre, risalenti al XVI secolo e successivamente murate. Furono scoperte in occasione di restauri novecenteschi e riadattate.
Le prime due cappelle che si incontrano muovendo verso l'abside sono comunicanti: in esse sono collocati due altari dedicati rispettivamente al Sacro Cuore e alla Madonna di Lourdes. In esse ha sede la tastiera dell'organo e vi si raccoglie il coro parrocchiale, durante le messe solenni. Qui inoltre si custodisce l'altra pala del Frigimelica, San Nicolò con Sant'Elena imperatrice e San Giuseppe (1620).
La terza cappella contiene il fonte battesimale e, dagli anni Ottanta, la cornice dorata originale del trittico tizianesco con le copie delle tele (XX secolo).

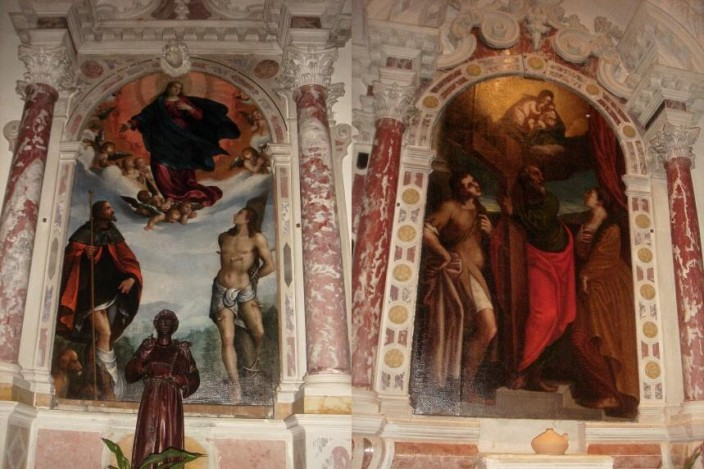
Le due pale degli altari di destra: a sinistra l'opera di Frigimelica
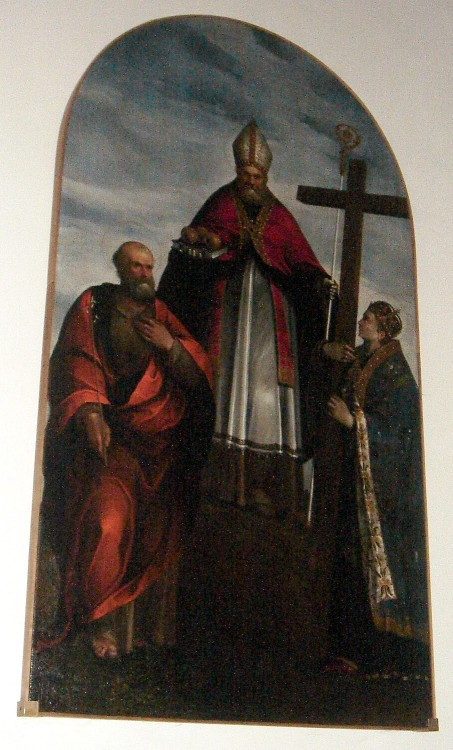
Frigimelica, San Nicolò con Sant'Elena imperatrice e San Giuseppe
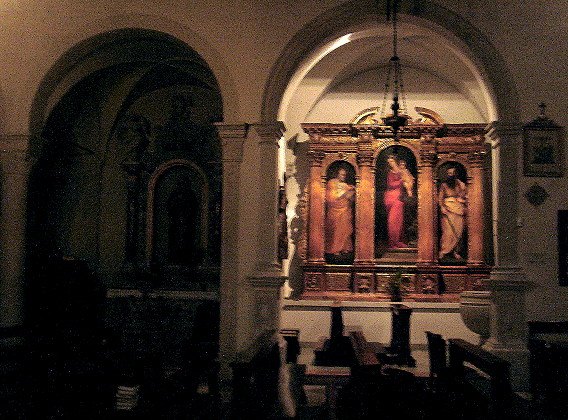
Cappelle di sinistra (a destra il trittico)

### La Pala di Tiziano
Le tele originali sono conservate nel Museo Diocesano d'Arte Sacra "Albino Luciani" di Vittorio Veneto, tuttavia nella chiesa parrocchiale di Castello sono visibili le copie del trittico e della cimasa, inserite nel contesto originale: un'elegante cornice lignea intagliata e dorata nel XVI secolo, sulla base della quale vi sono gli stemmi di Mons. Francesco Barbaro e di Mons. Jeronimo Grimani.
Le tele, dipinte a olio, presentano le seguenti disposizione e misure:
- nel comparto sinistro: San Pietro - 190x57 cm
- nel comparto centrale: Madonna col Bambino - 240x80 cm
- nel comparto destro: San Paolo - 190x70 cm
- la cimasa: Cristo deposto sorretto dagli angeli - 50x80 cm

L'opera fu commissionata nel 1543, ma consegnata dopo lunghe peripezie sul piano economico, da relazionare coll'edificazione della casa di Col di Manza, solo nel 1549, luogo strategico per il pittore, sia sul piano artistico sia sul piano economico.

Malgrado il restauro, lo stato delle tele originali è pessimo, causa le vicissitudini della Grande Guerra, quando il parroco di allora, Giovanni Pizzinato, fu costretto a nascondere i dipinti del Tiziano in un tragicamente umido sottotetto.
Le non buone condizioni dell'opera rendono difficile anche il lavoro della critica, che discute sull'attribuzione: l'orientamento definitivo sembra verso l'attribuzione alla scuola di Tiziano.

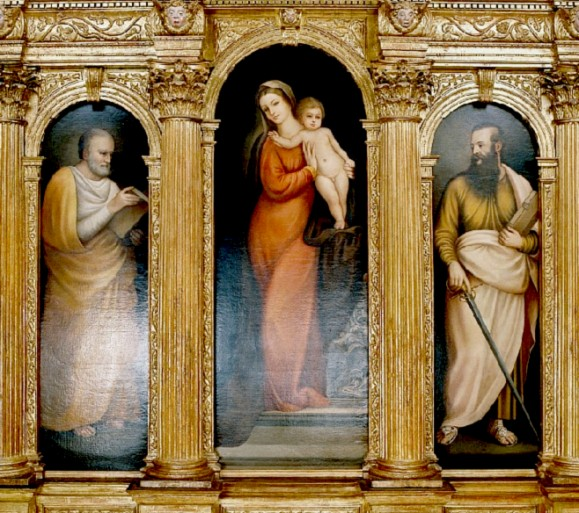
Copie del trittico tizianeo in cornice originale
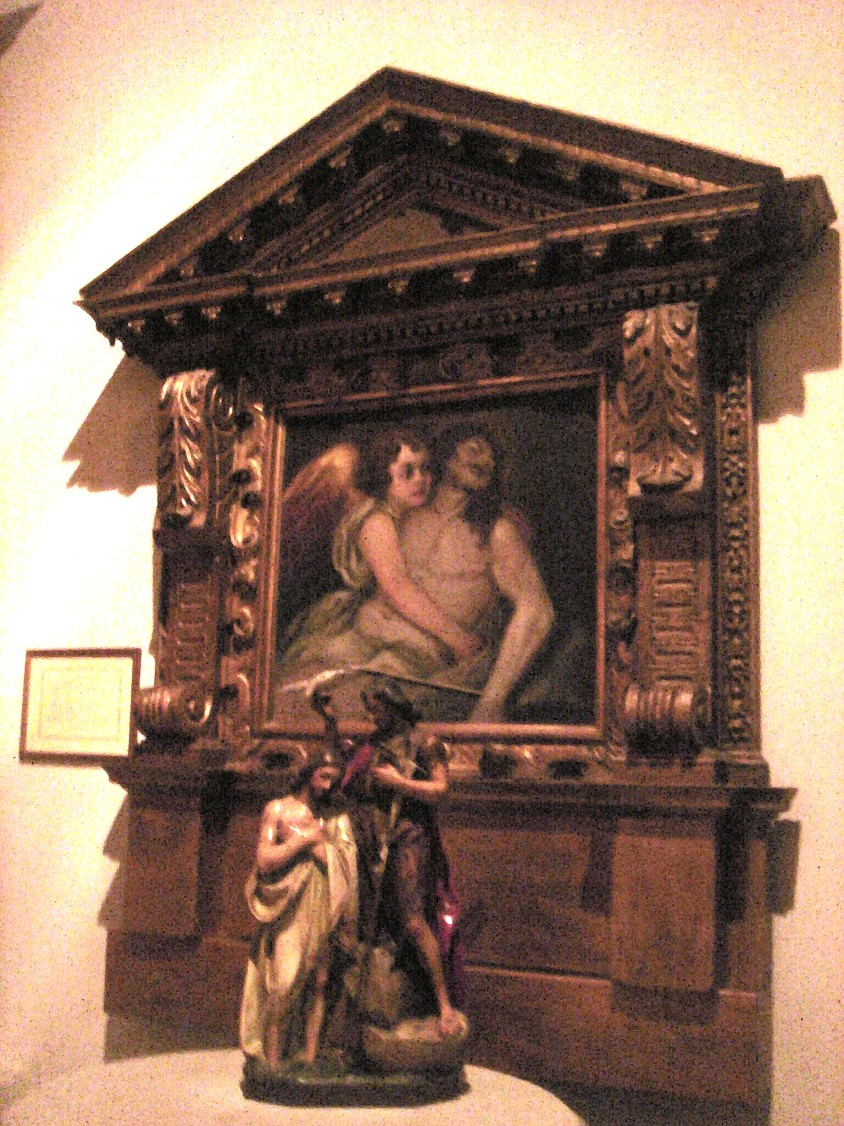
La cimasa
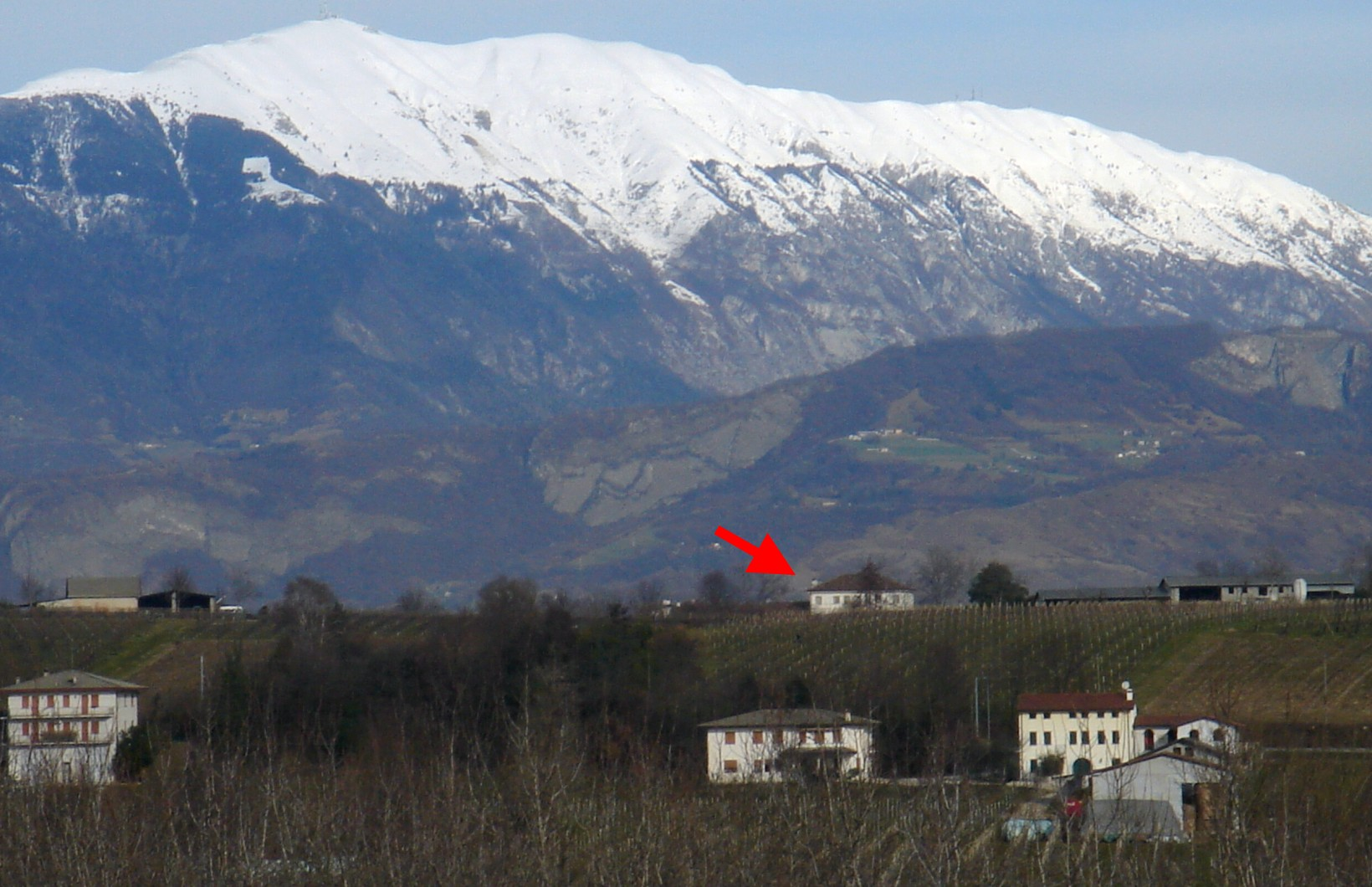
Indicata dalla freccia, la caséta di Tiziano in Col di Manza

### Le acquasantiere e il battistero
Vi sono due acquasantiere, una per ingresso, marmoree e di colore bianco. La loro semplicità si accorda con lo stile sobrio degli ingressi e della navata.
Il battistero di marmo, vasca di forma circolare e povera di decorazioni, presenta sulla sommità una scultura lignea di Giovanni Battista.

## Il campanile

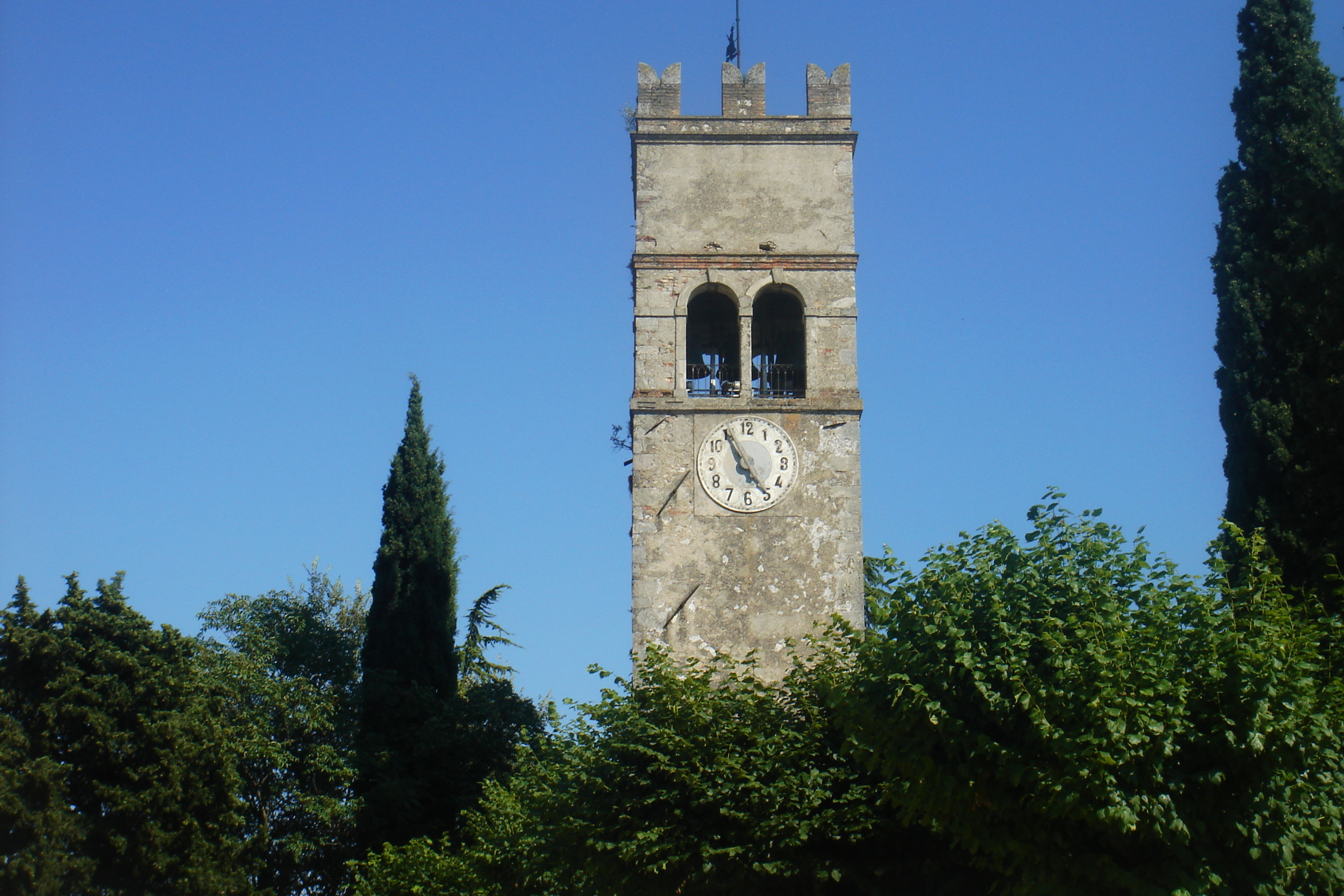
La torre campanaria

Posto anch'esso sul colle, presso il lato sud della chiesa, l'attuale campanile è una torre medievale, unico elemento superstite del castello caminese (assieme alla cappella), poi nei secoli trasformato in torre campanaria: è il simbolo di Castello Roganzuolo e il ricordo di antichissime vicende storiche.

## Sacerdoti dal 1534 agli anni Duemila
Di seguito sono elencati i parroci documentati nei registri della Luminaria di Castello Roganzuolo, a partire dal XVI secolo, oggetto di una dettagliata pubblicazione curata nel 1998 da Basilio Sartori, in occasione del cinquantesimo di sacerdozio di don Vittorio Bottan.
- Andrea Racolla (presente nel 1534)
- Julio Moscardino (1543-1562)
- Domenego Moscardino (1562-1587)
- Jeronimo Grimani (1587-1612)
- Zambattista Zamboni (1613-1620)
- Zamaria Zamboni (1620-1660)
- Giuseppe Maria Imberti (1672-1691)
- Domenico Camillotti (1691-1701)
- Georgio Della Martina (1701-1716)
- Gio Battista De Gobis (1716-1717)
- Gio Batta Cadamuro (1718-1730)
- Domenico Da Re (1730-1751)
- Pietro Giacomini (1751-1760)
- Daniello Foramiti (1761-1809)
- Giuseppe Bianchi (1809-1842)
- Francesco Carlo Filermo (1842-1886)
- Luigi Colmagro (1886-1916)
- Giovanni Pizzinato (1917-1927)
- Domenico Baldassar (1928-1932)
- Camillo Carpenè (1933-1940)
- Giovanni Viol (cooperatore dal 1935 al 1940)
- Angelo Munari (1941-1963)
- Vittorio Bottan (1963-2011, dal 2012 alla morte nel 2014, è stato parroco emerito)
- Domenico Salvador (2011-2012)
- Gianfranco Armellin (2012-2018)
- Luca Maria Bronzini (2018-2021)
- Domenico Valentino (2021-in carica)

## Curiosità
- Sul retro della chiesa (dove vi sono i piccoli locali della sacrestia), esternamente è posta, sopra la finestra della sacrestia, una piccola nicchia con una statuetta rappresentante Sant'Ermagora, simbolo del patriarcato di Aquileia; un'altra scultura con lo stesso santo fa da banderuola al parafulmine del campanile.

## Galleria d'immagini

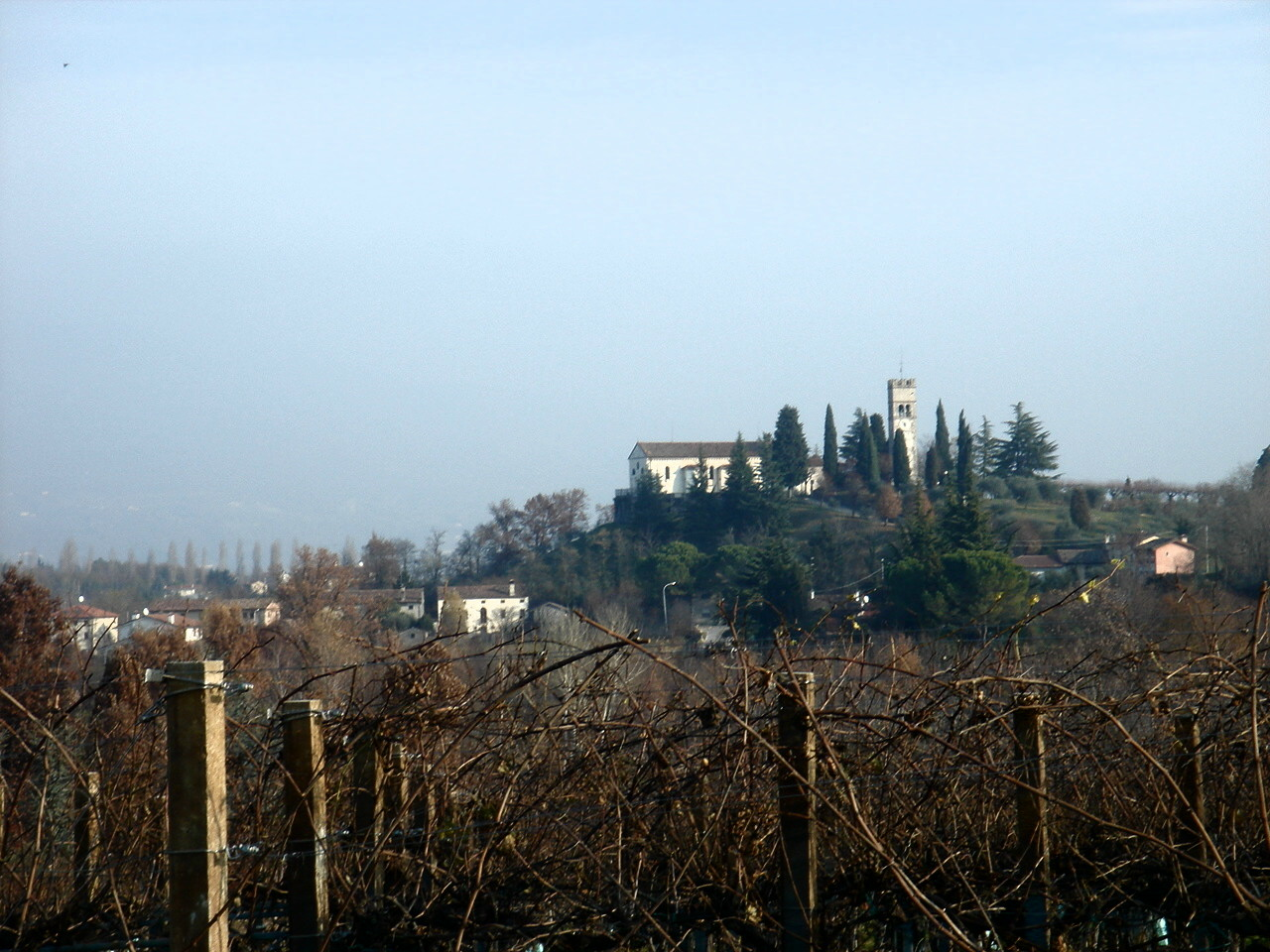
Panorama sulla chiesa, dalle vigne a est
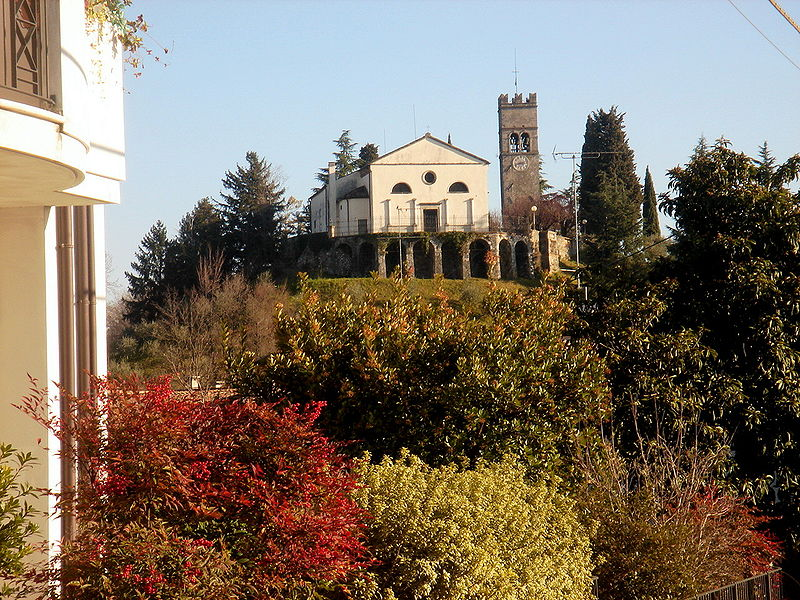
Il colle da Borgo Gradisca
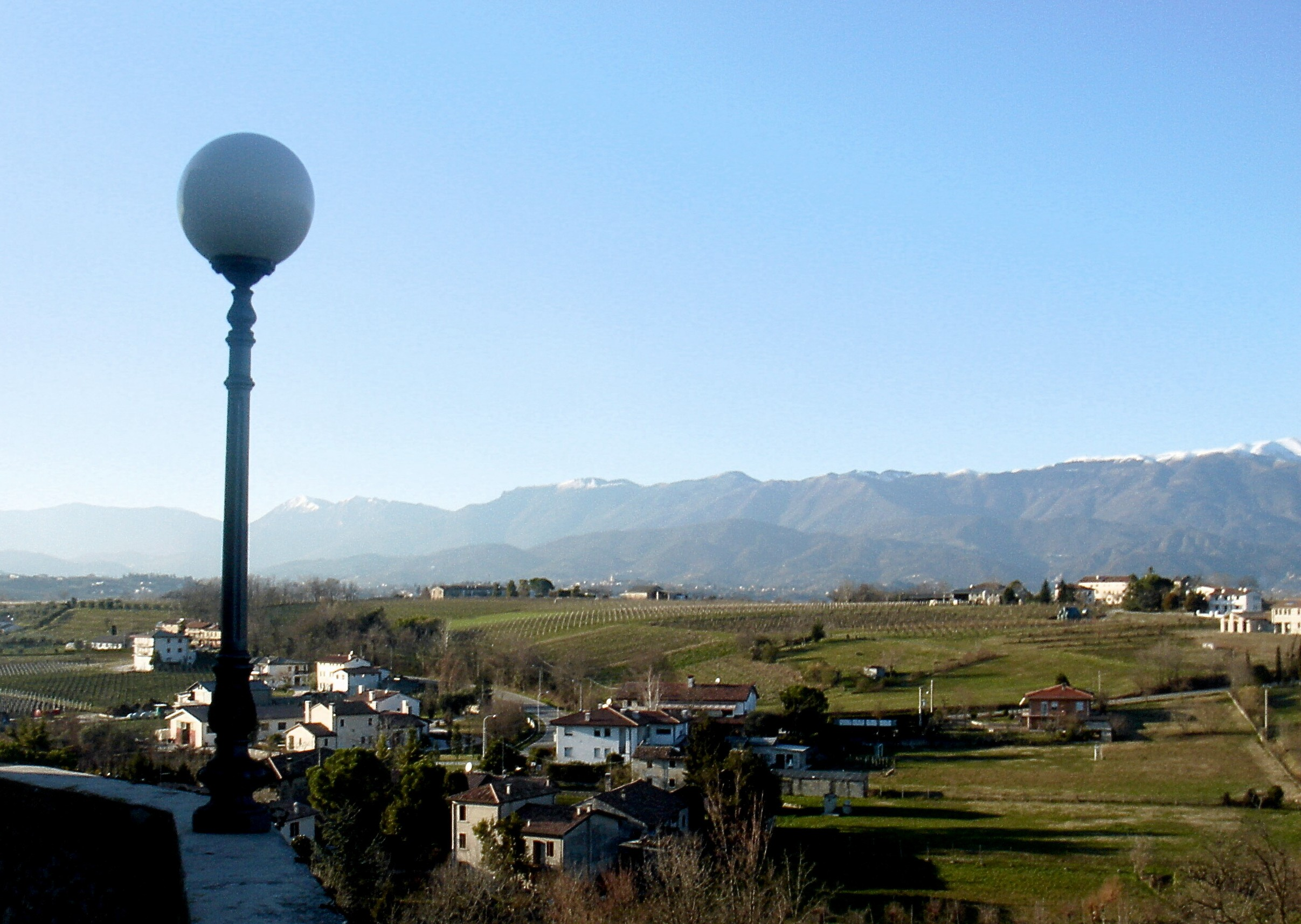
Panorama su Col di Manza. A sinistra Borgo Gradisca
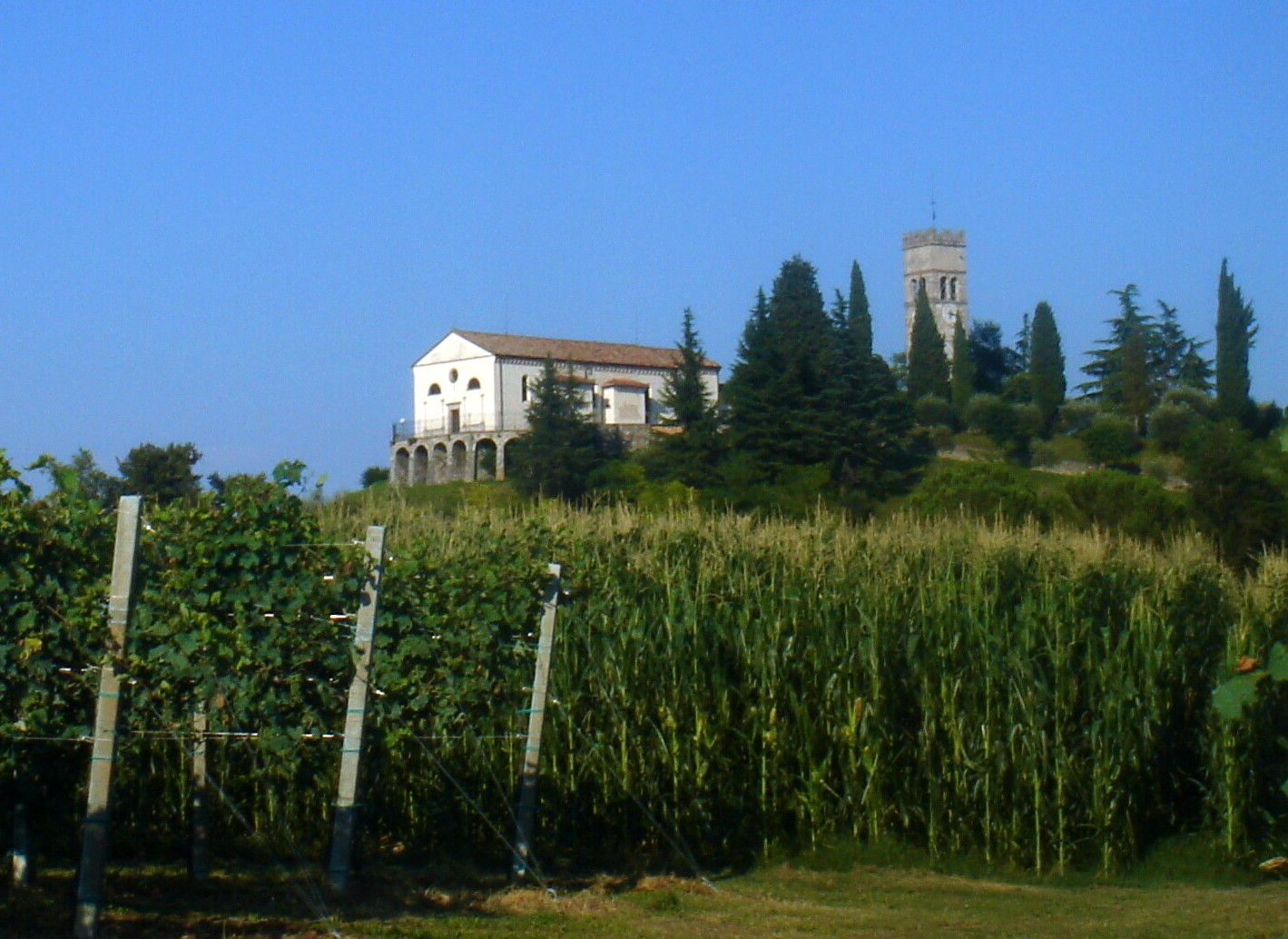
Veduta d'insieme da via Stortan